# Visoka (Split)
Visoka – dzielnica Splitu, drugiego co do wielkości miasta Chorwacji. Leży na wschód od centrum miasta, ma 4 817 mieszkańców i 0,51 km² powierzchni.
Obszar dzielnicy Visoka ograniczają:
- od północy – ulica Vukovarska,
- od wschodu – ulica  Zbora Narodne Garde (wschodnia obwodnica Splitu),
- od południa – ulica Poljička cesta,
- od zachodu – ulica Velebitska.

Dzielnice sąsiadujące z Visoka:
- od północy – Pujanke,
- od wschodu – Mejaši,
- od południa – Mertojak,
- od zachodu – Split 3.